# Kup Bosne i Hercegovine 2004-2005
La Kup Bosne i Hercegovine 2004-2005 è stata la quinta edizione della coppa nazionale della Bosnia Erzegovina, ed è stata vinta dal Sarajevo, al suo secondo titolo.

## Squadre partecipanti
|                       | Premijer Liga | Premijer Liga |
| --------------------- | --- | --- |
| 1º livello            | Borac Banja Luka Budućnost Banovići Čelik Zenica Leotar Modriča Orašje Posušje Rudar Ugljevik Sarajevo Široki Brijeg Slavija Sloboda Tuzla Travnik Željezničar Žepče Zrinjski Mostar | Borac Banja Luka Budućnost Banovići Čelik Zenica Leotar Modriča Orašje Posušje Rudar Ugljevik Sarajevo Široki Brijeg Slavija Sloboda Tuzla Travnik Željezničar Žepče Zrinjski Mostar |
|                       | 1. liga FBiH | 1. liga Republike Srpske |
| 2º livello            | Ljubuški Podgrmeč Rudar Kakanj SAŠK Napredak Velež Mostar NK Vitez | Drina Zvornik Ljubić Prnjavor Mladost Gacko Radnik Bijeljina Rudar Prijedor Sloga Doboj                                                                                              |
|                       | Federazione BiH | Repubblica Srpska |
| divisione sconosciuta | Branitelj Famos Hrasnica Kolina Ustikolina Troglav | nessuna |

## Sedicesimi di finale
| Squadra 1         | Risultato       | Squadra 2       |
| ----------------- | --------------- | --------------- |
| 22.09.2004        |                 |                 |
| Leotar            | 1 - 1 (6-5 dtr) | Žepče           |
| Željezničar       | 3 - 0           | Budućnost       |
| Zrinjski          | 3 - 0           | Sloboda         |
| Čelik             | 1 - 0           | Rudar Ugljevik  |
| Široki Brijeg     | 1 - 0           | Rudar Prijedor  |
| Travnik           | 0 - 1           | SAŠK Napredak   |
| Borac             | 5 - 1           | Drina Zvornik   |
| Mladost Gacko     | 0 - 0 (2-3 dtr) | Posušje         |
| Slavija           | 4 - 1           | Ljubuški        |
| Branitelj         | 0 - 0 (6-5 dtr) | Modriča         |
| Troglav           | 0 - 1           | Orašje          |
| Famos Hrasnica    | 1 - 3           | Sarajevo        |
| Rudar Kakanj      | 1 - 3           | Ljubić Prnjavor |
| Sloga Doboj       | 1 - 0           | NK Vitez        |
| Kolina Ustikolina | 1 - 4           | Velež           |
| Radnik Bijeljina  | 1 - 0           | Podgrmeč        |

## Ottavi di finale
| Squadra 1        | Totale          | Squadra 2       | Andata     | Ritorno    |
| ---------------- | --------------- | --------------- | ---------- | ---------- |
|                  |                 |                 | 13.10.2004 | 20.10.2004 |
| Borac            | 3 - 5           | Sarajevo        | 2 - 1      | 1 - 4      |
| Leotar           | 3 - 7           | Orašje          | 3 - 0      | 0 - 7      |
| Čelik Zenica     | 3 - 3 (6-7 dtr) | Zrinjski        | 3 - 0      | 0 - 3      |
| Široki Brijeg    | 7 - 3           | Ljubić Prnjavor | 4 - 2      | 3 - 1      |
| Željezničar      | 5 - 2           | Velež           | 3 - 0      | 2 - 2      |
| Sloga Doboj      | 1 - 3           | Slavija         | 1 - 2      | 0 - 1      |
| SAŠK Napredak    | 3 - 3 (gfc)     | Posušje         | 2 - 0      | 1 - 3      |
| Radnik Bijeljina | 7 - 2           | Branitelj       | 2 - 0      | 5 - 2      |

## Quarti di finale
| Squadra 1     | Totale | Squadra 2        | Andata     | Ritorno    |
| ------------- | ------ | ---------------- | ---------- | ---------- |
|               |        |                  | 27.10.2004 | 10.11.2004 |
| Široki Brijeg | 3 - 0  | Željezničar      | 2 - 0      | 1 - 0      |
| Sarajevo      | 2 - 1  | Orašje           | 1 - 1      | 1 - 0      |
| Slavija       | 3 - 1  | Radnik Bijeljina | 1 - 0      | 2 - 1      |
| SAŠK Napredak | 1 - 4  | Zrinjski         | 1 - 1      | 0 - 3      |

## Semifinali
| Squadra 1     | Totale      | Squadra 2 | Andata     | Ritorno    |
| ------------- | ----------- | --------- | ---------- | ---------- |
|               |             |           | 06.04.2005 | 13.04.2005 |
| Slavija       | 1 - 5       | Sarajevo  | 0 - 2      | 1 - 3      |
| Široki Brijeg | 2 - 2 (gfc) | Zrinjski  | 1 - 0      | 1 - 2      |

## Finale
| Arbitro: | Semir Kaplan (Stolac) |

| |            | |
| | Marcatori  | 10’ Obuća |
| Melher Kožul Medvid Ðuričić (21' Ćorić) Renato Taby (46' Erceg) Ivić Šilić Jurčić (75' Dujmović) Abramović Lajtman | Formazioni | Alaim Imširović Hadžić Maksumić Zukić Berberović Ihtijarević Pehlić (90' Ferhatović) Pelak Avdić (89' Šarić) Obuća |
| Ivica Barbarić | Allenatori | Husref Musemić |

| Arbitro: | Slavko Zovkić (Pelagićevo) |

| |            | |
| Obuća 42’ | Marcatori  | 66’ Juričić |
| · Alaim · Imširović · Hadžić · Zukić · Berberović · (68' Osmanhodžić) Džakmić · Maksumić · Pehlić · Pelak · (90' Šarić) Obuća · Avdić | Formazioni | · Melher · Kožul (46' Ivić) · Medvid · Ðuričić · Bajkuša · Režić · Šilić · Jurčić · Lajtman · Abramović (61' Dujmović) · Erceg |
| Husref Musemić | Allenatori | Ivica Barbarić |